# Carl Gustaf af Geijerstam (1769–1806)
Carl Gustaf af Geijerstam, född 29 september 1769 i Bjurtjärn, död 23 juni 1806 på Frösvidals bruk i Kils socken, Örebro län, var en svensk brukspatron.
Han var son till brukspatron Emanuel Geijer, adlad af Geijerstam (1730–1788) och Sara Helena Piscator (1734–1798) samt från 1797 gift med sin svägerskas kusin Christina von Hofsten (1779–1856) som var dotter till brukspatron Erland von Hofsten. Paret fick sex barn, av vilka sonen Gustaf Emanuel (Gösta) kom att ta över bruksrörelsen.
Han blev student vid Uppsala universitet 1785 och auskultant i Svea hovrätt 1789. Han köpte Frövidals bruk 1798 och drev bruket fram till sin död 1806 då änkan Christina von Hofsten tog över tills sonen Gustaf Emanuel af Geijerstam blev myndig. Geijerstam är begravd på Kils kyrkogård. 